# Palazzo dell'Ordine Teutonico

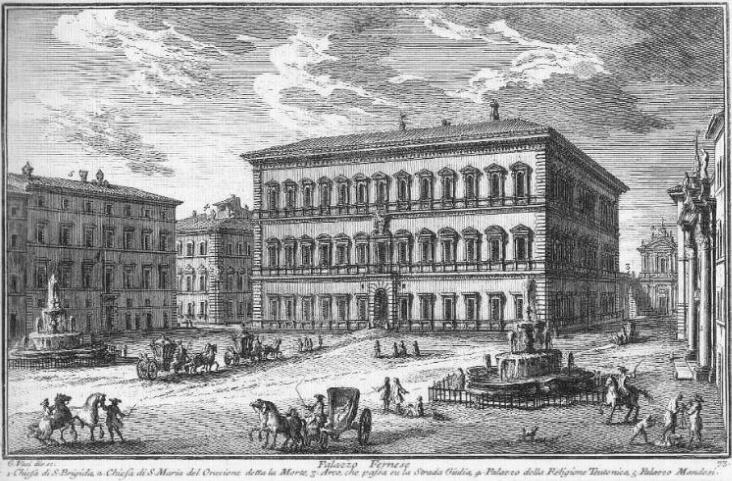
Incisione di Giuseppe Vasi (1748) di Piazza Farnese. Il Palazzo dell'Ordine Teutonico è all'angolo, a sinistra dell'immagine, tra Palazzo Mandosi e Palazzo Farnese (in primo plano).

Il Palazzo dell'Ordine Teutonico o Palazzo dei Cavalieri dell'Ordine Teutonico è un palazzo barocco di Roma che si trova all'angolo di via dei Mascherone con il vicolo dei Venti, nel rione Regola. Via del Mascherone separa il palazzo dal Palazzo Farnese.

## Storia
L'Ordine teutonico è uno degli Ordini religiosi cavallereschi fondato verso la fine del XII secolo in Terra Santa con lo scopo di proteggere i pellegrini cristiani germanici.
Tuttavia, l'ordine è noto soprattutto per aver fondato uno stato lungo la costa meridionale del Mar Baltico che secoli dopo si sarebbe evoluto nel Ducato di Prussia.
Questo grande edificio fu costruito nel XVII secolo per l'ordine, ma alla fine dello stesso secolo cambiò proprietario, senza però perdere il suo nome; fu acquistato dall'imperatore Leopoldo I d'Asburgo, che in seguito lo vendette ai Sinibaldi, antica famiglia romana, che vi ospitava un lanificio.
Nel XVIII secolo il palazzo fu acquistato dallo Stato Pontificio e divenne la sede dell'Istituto ecclesiastico di Maria Immacolata, che ancora oggi opera in questo luogo.

## Descrizione
La facciata si apre al piano terra su un bel portale barocco incorniciato da un arco a conci rustici, con un portone originale in legno scandito da grandi bugne. In alto, sopra il portone, si trova un'immagine della Vergine Maria, che si trova nel luogo in cui fino al XVIII secolo si trovava lo stemma dell'Ordine Teutonico.
Il portale è fiancheggiato da una serie di finestre rettangolari con cornici semplici, alcune delle quali murate, e, agli angoli, da due portali ribassati ad arco, anch'essi con semplici cornici.
I due piani superiori sono separati da cornici marcapiano, e sono scanditi da quattordici finestre, architravate e decorate a stucco al primo piano e solo incorniciate al secondo. All'angolo con vicolo dei Venti si trova un bell'angolo in bugnato da terra fino alla gronda; c'è un'immagine della Vergine all'altezza del primo piano.